# (4829) Sergestus
(4829) Sergestus ist ein Asteroid aus der Gruppe der Jupiter-Trojaner. Damit werden Asteroiden bezeichnet, die auf den Lagrange-Punkten auf der Bahn des Jupiter um die Sonne laufen. (4829) Sergestus wurde am 10. September 1988 von der US-amerikanischen Astronomin Carolyn Shoemaker entdeckt. Er ist dem Lagrangepunkt L5 zugeordnet.
Benannt ist der Asteroid nach der mythologischen trojanischen Figur Sergestus.